# Дождь (телесериал)
Дождь (англ. The Rain) — датский постапокалиптический сериал производства датской компании Miso Film в сотрудничестве с Netflix. Создатели сериала — Янник Тай Мосхольт, Эсбен Тофт Якобсен и Кристиан Поталиво. Премьера состоялась 4 мая 2018 года. Премьера второго сезона состоялась 17 мая 2019 года.
19 июня 2019 года Netflix продлил сериал на финальный третий сезон. Сезон стартует 6 августа 2020 года.

## Сюжет
Через шесть лет после того как страшный вирус, распространяемый дождём, уничтожил большую часть населения Скандинавии, брат с сестрой выбираются из бункера в поисках остатков цивилизации. Они пытаются выжить в новом мире, руководствуясь заметками из блокнота своего отца о вирусе и об опасностях, которые могут им встретиться. Они присоединяются к ещё одной группе выживших и вместе отправляются в полное опасностей путешествие в поисках жизни в безлюдной Скандинавии.

## В ролях
= Главная роль в сезоне
     = Второстепенная роль в сезоне
     = Гостевая роль в сезоне
     = Не появляется

### Главные роли
| Альба Аугуст        | Симона Андерсен | 8 | 6 | 6 | 20 |
| Лукас Тённесен      | Расмус Андерсен | 8 | 6 | 6 | 20 |
| Миккель Бо Фёльсгор | Мартин          | 8 | 6 | 6 | 20 |
| Лукас Лёккен        | Патрик          | 8 | 6 | 6 | 20 |
| Джессика Диннаж     | Лиа             | 8 | 6 |   | 14 |
| Сонни Линдберг      | Жан             | 5 | 6 | 6 | 17 |
| Анжела Бундалович   | Беатрис         | 7 |   |   | 7  |
| Йоханнес Кунке      | Стэн            | 7 | 6 | 3 | 16 |
| Натали Мадуэньо     | Фиа             |   | 6 | 6 | 12 |
| Клара Росагер       | Сара            |   | 6 | 6 | 12 |
| Эвин Ахмад          | Кира            |   | 6 | 6 | 12 |
| Рекс Леонард        | Даниэль         |   |   | 6 | 6  |
| Всего эпизодов      | Всего эпизодов  | 8 | 6 | 6 | 20 |

## Эпизоды
| Сезон | Серии | Серии | Даты показа    | Даты показа    |
| ----- | ----- | ----- | -------------- | -------------- |
| 1     | 8     | 8     | 4 мая 2018     | 4 мая 2018     |
| 2     | 6     | 6     | 17 мая 2019    | 17 мая 2019    |
| 3     | 6     | 6     | 6 августа 2020 | 6 августа 2020 |